# Gschnitzer Tribulaun
Gschnitzer Tribulaun to szczyt w Stubaier Alpen. Leży na granicy między Austrią, (Tyrolu), a Włochami (Trydent-Górna Adyga).